# Michael Wilson (apresentador)
Michael Wilson é um apresentador de televisão britânico.
Wilson foi editor de economia para a Sky News e pode ser visto na Bolsa de Valores de Londres conversando com várias pessoas sobre a grande novidade no mundo dos negócios, bem como olhar para os mercados bolsistas em todo o Mundo. Ele se tornou um Freeman da cidade de Londres em 2005 e foi votado Broadcast Business Jornalista no mesmo ano. Michael é a mais longa da televisão servindo editor de negócios.